# Craig Williamson
Craig Michael Williamson (* 23. April 1949 in Johannesburg) ist ein ehemaliger Major der südafrikanischen Polizei während der Zeit der Apartheid. Zeitweise war er als „Maulwurf“ tätig. Er ist für zahlreiche politische Morde und andere Verbrechen verantwortlich und war als apartheid superspy („Superspion der Apartheid“) bekannt.

## Leben

### Jugend und Beginn der Tätigkeit als Spion
Williamson besuchte die Privatschule St. Johns College in Johannesburg, wo er 1967 die Abschlussprüfung ablegte. Ab 1971 war er Mitglied einer geheimen Einheit der südafrikanischen Polizei. 1972 wurde er Student an der Witwatersrand-Universität, wo er angeblich gegen die Apartheid eingestellt war, jedoch oppositionelle Studenten bespitzelte. 1974 wurde er in das Students’ Representatives Council gewählt. 1975 zog er nach Kapstadt, wo er für die Finanzen der National Union of South African Students (NUSAS) zuständig war. Im selben Jahr wurde er Vizepräsident von NUSAS.

### Tätigkeit im Ausland
1976 inszenierte er eine Flucht nach Botswana, wo er den Schweden Lars Eriksson kennenlernte, der den International University Exchange Fund (IUEF) in Genf leitete. Er zog nach Genf und wurde bald IUEF-Vizepräsident, so dass ihm unter anderem die Auswahl afrikanischer Studenten für Stipendien oblag. So konnte er Kontakte zu Studenten knüpfen, die dem oppositionellen African National Congress (ANC) angehörten. Zugleich erhielt er aus erster Hand Informationen über die intensive schwedische Unterstützung der Antiapartheidsbewegung in Südafrika. Der IUEF war zu dem Zweck geschaffen worden, lateinamerikanischen und südafrikanischen Studenten im Exil zu helfen, wenn sie aus politischen Gründen ihr Land verlassen hatten. Er arbeitete eng mit Vertrauten des schwedischen Ministerpräsidenten Olof Palme zusammen, etwa mit Bernt Carlsson, der ab 1976 Generalsekretär der Sozialistischen Internationale war. Schweden zählte damals zu den wichtigsten Unterstützern des ANC. Mit Hilfe von IUEF-Geld wurde auf der Daisy Farm 50 Kilometer südwestlich von Pretoria ein Programm aufgestellt, dass die Ausbildung südafrikanischer Sicherheitskräfte förderte, anstatt für die Ausbildung oppositioneller weißer Studenten genutzt zu werden. Es gelang Williamson 1978, die schwedische Regierung zu überzeugen, die ANC-Konkurrenten Pan Africanist Congress (PAC) und Black Consciousness Movement nicht mehr finanziell zu unterstützen.

### Rückkehr nach Südafrika
1980 wurde Williamson durch einen Überläufer des südafrikanischen State Security Council enttarnt. Williamson versuchte, Eriksson durch Erpressung „umzudrehen“, musste aber die IUEF verlassen und nach Südafrika zurückkehren. Dort leitete er fortan den militärischen Teil der Sicherheitspolizei.
1982 wurde in das Büro der Londoner Zentrale des PAC eingebrochen. Einer der beiden Einbrecher, der schwedische Journalist Bertil Wedin, gab an, von Williamson beauftragt worden zu sein. Er wurde freigesprochen. Der andere Einbrecher war der südafrikanische Diplomat und Sergeant der südafrikanischen Armee, Joseph Klue, der daraufhin das Vereinigte Königreich verlassen musste.
Im März 1982 erfolgte auf Williamsons Betreiben ein Bombenattentat auf das ANC-Büro in London. 1982 ordnete Williamson die Ermordung der oppositionellen Südafrikanerin Ruth First im mosambikanischen Maputo durch Jerry Raven an. Sie war die Frau von Joe Slovo, dem Vorsitzenden der South African Communist Party. Sie stand Olof Palme nahe und starb am 18. August 1982 durch ein Briefbombenattentat in der Eduardo-Mondlane-Universität. Williamson schickte eine Briefbombe an den im angolanische Exil in Lubango lebenden Oppositionellen und ehemaligen Kommilitonen Marius Schoon. Sie tötete am 28. Juni 1984 Schoons Frau Jeanette und seine Tochter Katryn.
Williamson war 1985 Mitbegründer der südafrikanischen, staatlich gelenkten Kampagne Long Reach (etwa: „Langer Arm“). Ihr Hauptquartier war die Daisy Farm. Ziel war die Unterwanderung der Antiapartheidsbewegung in Südafrika und im Ausland.
Weitere Straftaten werden mit Williamson in Verbindung gebracht, darunter die Ermordung Olof Palmes 1986 in Stockholm. Williamson wohnte in der Mordnacht 300 Meter vom Tatort entfernt. Er wurde aber nicht angeklagt. Beschuldigt wurde er von Eugene de Kock und Dirk Coetzee, selbst südafrikanische Geheimpolizisten und verurteilte Mörder, deren umfangreiche Aussagen ansonsten bestätigt werden konnten. Gelegentlich wurde Williamson auch mit dem Lockerbie-Anschlag 1988 in Verbindung gebracht, da Bernt Carlsson an Bord des gesprengten Flugzeuges war. 1986 wurde das ANC-Büro in Stockholm gesprengt. Williamson gilt als möglicher Täter.
Williamson war an einer Reihe von Propagandaaktionen der südafrikanischen Regierung beteiligt. Er arbeitet mit Peter Worthington am Pro-Apartheid-Video The ANC Method – Violence, das in Kanada verbreitet wurde. 1988 wurde mit Williamsons Hilfe der US-amerikanische Spielfilm Red Scorpion im damaligen Südwestafrika gedreht. Der Produzent Jack Abramoff war gleichzeitig Leiter der International Freedom Foundation (IFF), die 1986 in Washington, D.C. gegründet worden war und laut Williamson „ein Instrument der politischen Kriegsführung gegen die Feinde der Apartheid“ sein sollte. Williamson war für die IFF in Südafrika verantwortlich.
1987 versuchte Williamson, für die herrschende Nasionale Party den Parlamentssitz im liberal geprägten Wahlkreis Bryanston im Norden Johannesburgs zu erlangen. Er verlor aber gegen den Kandidaten der Progressive Federal Party. Williamson wurde jedoch im selben Jahr Mitglied des President’s Council und blieb es bis 1991.

### Nach dem Ende der Apartheid
Williamson bat 1995 die Wahrheits- und Versöhnungskommission (TRC) für die Morde an First und den Schoons sowie den Anschlag auf das ANC-Büro in London um Amnestie. Sie wurde nach umfangreichen Aussagen im Juni 2000 gewährt, da sie nach Ansicht der TRC politisch motiviert waren. Nach der Verkündung der Amnestie kam es zu Protesten.
1996 lebte Williamson als Diamantenhändler im angolanischen Luanda.